# Seattle Sounders FC
I Seattle Sounders FC sono una società calcistica professionistica statunitense con sede nella città di Seattle. Fondati nel 1974 per partecipare alla NASL, anticiparono di un anno il fallimento della lega chiudendo i battenti nel 1983. Una nuova franchigia dal nome Seattle Sounders venne fondata nel 1994, disputando per 15 stagioni i campionati di seconda divisione statunitense, fino all'ammissione in Major League Soccer a partire dal 2009, diventando la 15ª franchigia della lega.
La squadra di Seattle nel corso della sua storia ha conquistato due titoli di Major League Soccer e per quattro volte il campionato di seconda divisione (due quando si chiamava A-League e due quando si chiamava USL First Division), inoltre ha vinto quattro U.S. Open Cup e un MLS Supporters' Shield. A livello internazionale, ha conquistato la CONCACAF Champions League nel 2022, terzo club statunitense a riuscirvi dopo il D.C. United ed il LA Galaxy.

## Storia

### I primi Sounders e la NASL
La storia dei Seattle Sounders inizia nel dicembre del 1973, quando la NASL, il massimo campionato di calcio di allora, decide di espandersi sulla costa ovest. Come primo impianto casalingo venne scelto il Memorial Stadium, che nonostante i suoi 13.000 posti ben presto si rivelò troppo piccolo per contenere il crescente numero di tifosi, così nel 1976 la squadra si trasferì nell'appena inaugurato Kingdome. Infatti questi primi anni di attività videro un costante incremento sia dell'interesse attorno al club, sia del livello dei risultati sportivi raggiunti: alla seconda stagione nella NASL vennero raggiunti i play-off, e nel 1977 il cammino dei Sounders si fermò solo nella finale per il titolo, il soccer bowl perso contro i New York Cosmos. In questi primi anni di vita la squadra di Seattle era solita importare molti giocatori britannici per costruire l'ossatura della squadra, e britannici erano anche gli allenatori di quel periodo. Anche il celebre Bobby Moore, capitano della nazionale inglese campione del mondo nel 1966, chiuse la propria carriera in verde-azzurro.
Dopo la deludente stagione 1979 la società andò incontro a un cambio di proprietà, passando nelle mani dell'imprenditore locale Vince Coluccio. Nel 1980 i Sounders, con una media di 24.246 spettatori a partita, realizzarono il miglior record di stagione regolare dell'intera storia della NASL con 21 vittorie e 2 sconfitte, e nel 1982 raggiunsero nuovamente il soccer bowl perdendolo di nuovo contro i Cosmos, vera bestia nera di Seattle. Prima della stagione 1983, quando già il club e l'intera lega davano segno di gravi squilibri finanziari, la società venne venduta a Bruce Anderson, ex giocatore di football americano, che cercò con le sue azioni di ridurre i costi e "americanizzare il gioco", ottenendo solo di alienarsi le simpatie del pubblico. Nel settembre 1983, davanti a soli 4.000 tifosi, i Sounders disputarono la loro ultima partita nella NASL prima di fallire, anticipando di un anno il destino dell'intera lega.

### La rifondazione del 1994
Nel 1994 l'ex coach dei primi Sounders Alan Hinton aveva ottenuto la possibilità di sfruttare il marchio della franchigia, e così grazie al sostegno di un gruppo di imprenditori cittadini decise di rifondare lo storico club e iscriversi all'APSL, il campionato più competitivo degli Stati Uniti nell'attesa che prendesse definitivamente il via il progetto MLS. La squadra era composta per lo più da giocatori locali, e si impose subito come una delle migliori realtà del campionato concludendo al primo posto la stagione regolare nel 1994 e laureandosi campione nelle due annate successive.
Il club divenne negli anni successivi una presenza costante nei play-off, vivendo un'altra stagione di successi con il tecnico Brian Schmetzer e due titoli nel 2005 e nel 2007.

### L'ingresso in MLS

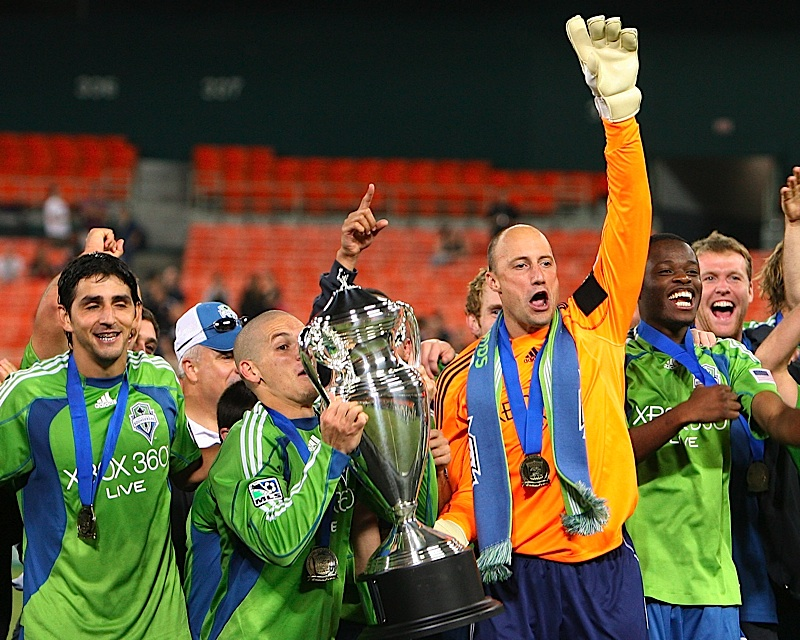
I giocatori celebrano la vittoria nella Lamar Hunt U.S. Open Cup 2009.

Seattle venne considerata come possibile sede di una franchigia della MLS sin dalla nascita della lega: nel 1994 la città venne infatti inserita nel novero delle trenta candidate ufficiali, ma non rispettò il requisito di raggiungere 10.000 pre-abbonamenti, fermandosi a circa 1.300.
Anche nel 2005 Seattle fu molto vicina ad entrare in MLS, grazie all'iniziativa del presidente dei Sounders Adrian Hanauer, ma la lega preferì puntare su Salt Lake. Nel giro di pochi anni però i tempi divennero maturi: a risultare decisivi furono la presenza di uno stadio importante come la nuova casa dei Seattle Seahawks, e un gruppo di investitori facoltosi. Ad Hanauer si unirono infatti Joe Roth, produttore di Hollywood, Paul Allen, uno dei fondatori della Microsoft, e la star televisiva Drew Carey. Il 13 novembre 2007 la MLS ufficializzò che i Seattle Sounders sarebbero diventati la quindicesima squadra della lega, cominciando a giocare dal 2009.

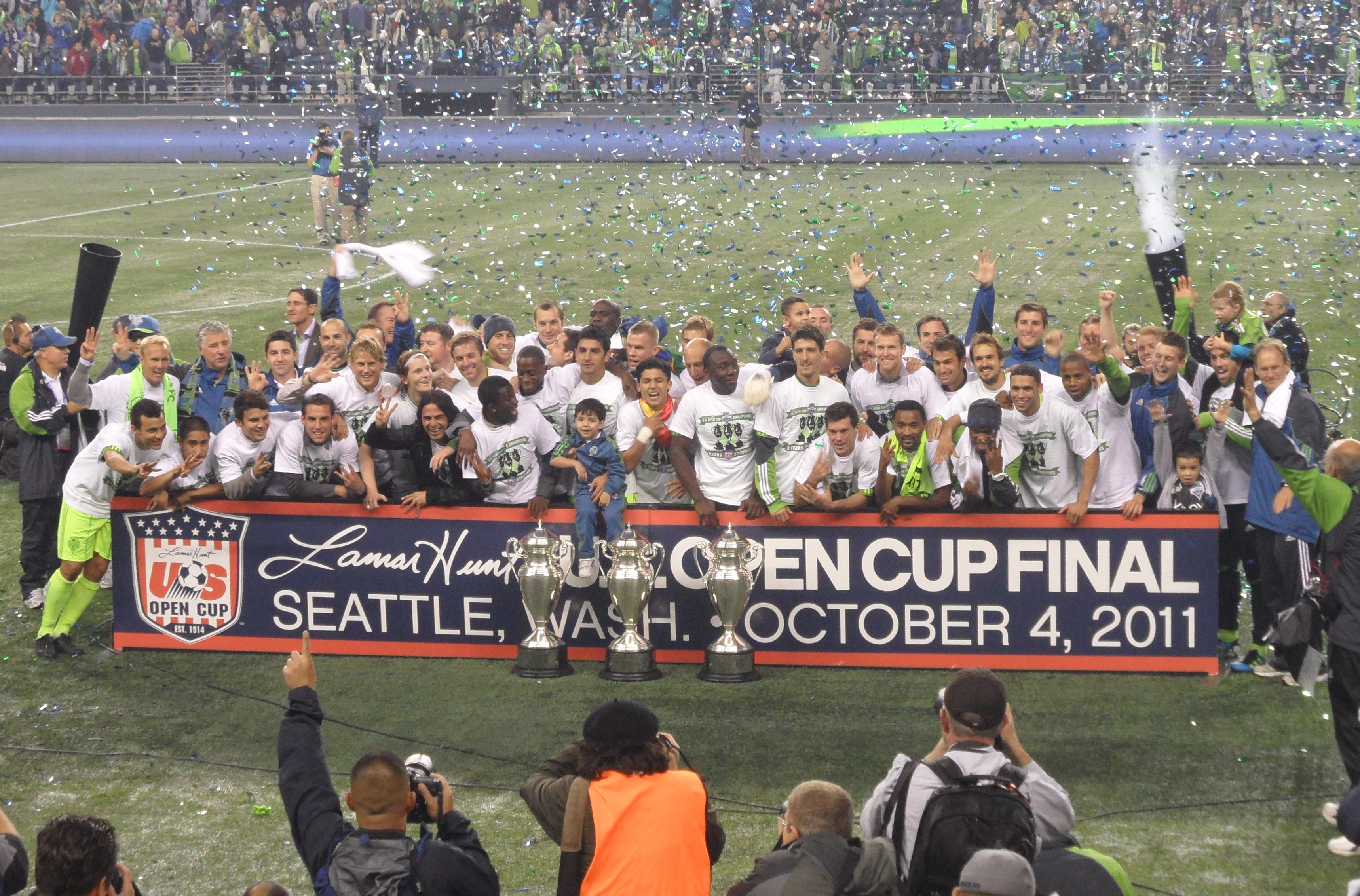
I Sounders con le tre coppe nazionali vinte consecutivamente (2009, 2010 e 2011).

Dalla stagione 2009 la squadra è stata affidata al tecnico Sigi Schmid, e sotto la sua guida sono arrivati diversi successi come quattro U.S. Open Cup e un MLS Supporters' Shield. Particolarmente degne di nota sono le tre coppe nazionali vinte consecutivamente tra il 2009 e il 2011, alle quali se ne è aggiunta un'altra nel 2014; nello stesso anno la franchigia ha anche conquistato il suo primo Supporters' Shield, ottenendo anche il record di franchigia con 20 vittorie in regular season. Il 2016 è una stagione storica per la franchigia: dopo un cattivo inizio di stagione viene esonerato il tecnico Schmid e al suo posto torna Brian Schmetzer, sotto la sua guida la squadra si qualifica ai play-off con una poderosa rimonta nella seconda metà della stagione, per poi vincere i play-off e aggiudicarsi la prima MLS Cup della propria storia, battendo ai rigori il Toronto FC. Nella stagione successiva la squadra si conferma a ottimi livelli e dopo il secondo posto raggiunto in Western Conference arriva alla finale di Mls Cup, persa stavolta per 2-0 contro il Toronto FC. Durante la stagione 2018 il team ottiene uno storico record, mettendo a segno nove vittorie consecutive tra metà luglio ed inizio settembre; tale striscia di vittorie viene interrotta il 20 settembre a seguito della sconfitta interna contro i Philadelphia Union; la stagione si conclude col secondo posto in regular season e la sconfitta alle semifinali di conference, solamente ai rigori, contro i Portland Timbers.
Nel 2019 il club inizia il torneo con una buona partenza, per poi rallentare a metà stagione. Tuttavia riesce a centrare il secondo posto nella Western Conference dietro ai Los Angeles FC, dominatori della regular season. Ai play-off i Sounders riescono a eliminare anche i californiani e colgono l’opportunità di giocarsi per la terza volta in quattro anni la finale per il titolo, nuovamente contro Toronto, ma per la prima volta davanti ai propri tifosi. Grazie a un ottimo secondo tempo Seattle vince 3-1, bissando così il successo del 2016.
Nel 2022 conquistano, per la prima volta, la Champions League battendo il Pumas UNAM nella doppia finale grazie al pareggio dell'andata, terminato con una rimonta da 2-0 a 2-2 nei minuti finali con due rigori segnati da Nicolás Lodeiro e alla vittoria nel match di ritorno al Lumen Field, terminato 3-0 grazie alla doppietta di Raul Ruidiaz e al sigillo finale ancora di Lodeiro.

## Cronistoria
Di seguito la cronistoria del Seattle Sounders.

## Colori e simboli

### Colori
I colori sociali, verde e blu marino, sono i colori tradizionali della Cascadia, regione del nordovest del continente americano, e rappresentano infatti i suoi elementi tipici come le foreste e l'oceano pacifico.

### Simboli
Alla nascita della franchigia, nel 1974, il nome Sounders fu scelto perché indicava gli abitanti del Puget sound, la vasta insenatura su cui si affaccia la città di Seattle. Quando il club fu ammesso in MLS la prima scelta della società fu quella di individuare un nome diverso, che rappresentasse un nuovo inizio, fu quindi indetta una consultazione on-line per scegliere la nuova denominazione fra tre alternative: Seattle Alliance, Seattle FC e Seattle Republic. Tuttavia, vista la grande pressione da parte dei tifosi per mantenere lo storico nome, venne inserita una quarta opzione a scelta libera. Così ad affermarsi fu proprio il nome Seattle Sounders col 49% delle preferenze.
Nel 2008 venne scelto dalla società un nuovo stemma composto da uno scudo verde raffigurante al proprio interno lo Space Needle, torre simbolo della città, sotto il quale si trova un elemento blu. Le due figure, strette da una fascia che riporta il nome della società, rappresentano l'unione e la comunità d'intenti fra vari soggetti come la proprietà, i giocatori, i tifosi, la comunità cittadina.
Nel 2023 questo logo è stato cambiato nuovamente mantenendo i colori e lo scudo verde con lo Space Needle, ma con il tuo ridisegnato con uno stile moderno e semplice.

Logo in uso tra il 1974 e il 1983.
Logo in uso dal 1984 al 2008.
Logo in uso dal 2008 al 2023.
Logo in uso dal 2023.

## Stadi

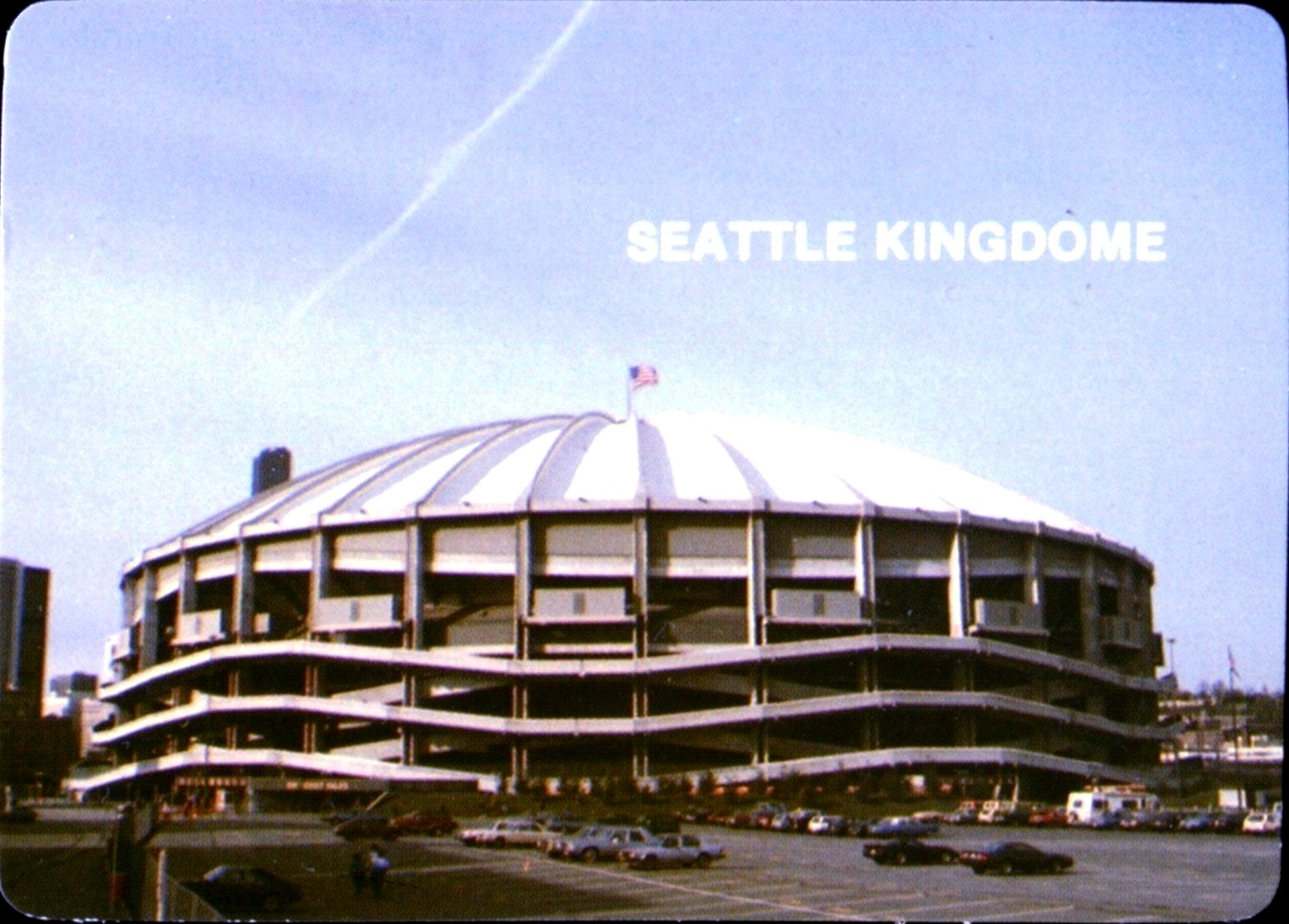
Il Kingdome

Il primo impianto casalingo dei Seattle Sounders, nelle loro due prime stagioni nella NASL, fu il Memorial Stadium, che poteva ospitare circa 13.000 spettatori. Nel 1976 la squadra si trasferì nell'appena inaugurato Kingdome, grande impianto polisportivo da più di 60.000 posti, rimanendovi fino alla chiusura della franchigia nel 1983. In quegli anni i Sounders registrarono anche un buon successo di pubblico, ad esempio il 9 aprile 1976 accorsero in 58.128 per vedere la partita fra la squadra locale e i New York Cosmos.

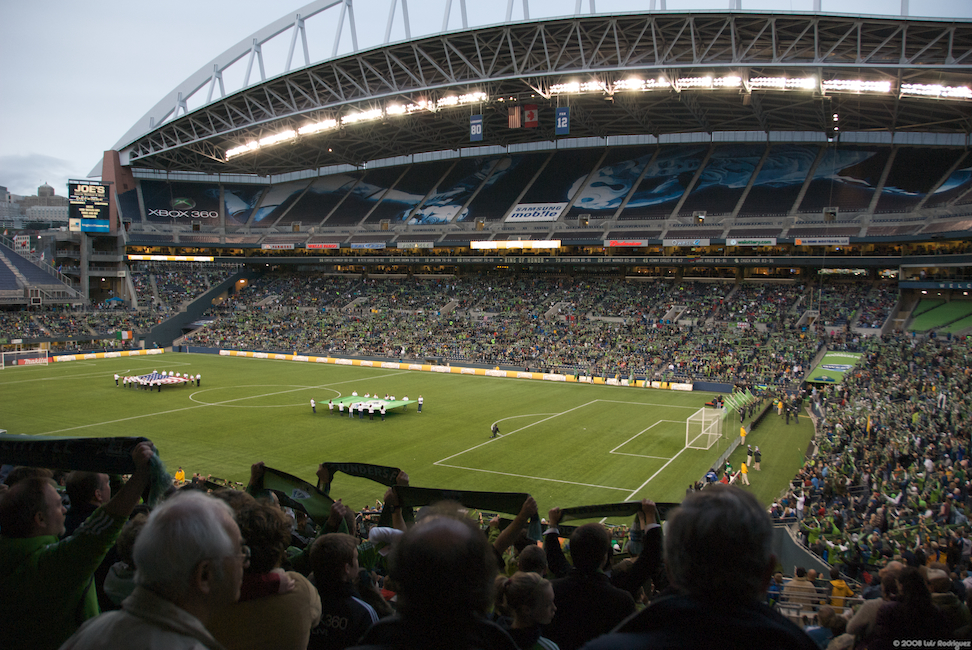
Il CenturyLink Field prima di una partita dei Sounders

Dalla propria rinascita nel 1994, fino alla stagione 2002, i Seattle Sounders tornarono a giocare al Memorial Stadium. Poi a partire dal 2003 venne scelto come impianto casalingo il Qwest Field, una nuova struttura costruita sul sito dove precedentemente sorgeva il Kingdome. Il nuovo stadio, che dal 2020 ha cambiato nome in Lumen Field, può ospitare fino a 67.000 spettatori, ma per le partite di calcio può essere ridotto a una capienza di 38.300 posti.
Le strutture d'allenamento e gli uffici della società sono allo Starfire Sports Complex, vicino Tukwila. Lo Starfire è usato anche per le squadre giovanili e ha ospitato temporaneamente gli incontri della prima squadra nelle ultime partite della stagione 2008.

## Società

### Organigramma societario
Di seguito l'organigramma dei Seattle Sounders aggiornato al 22 febbraio 2023.
- Adrian Hanauer - Proprietario di maggioranza
- Jody Allen - Co proprietario
- Drew Carey - Co proprietario
- Peter Tomozawa - Co proprietario e presidente delle operazioni aziendali
- Ken Griffey Jr. & Melissa Griffey - Co proprietari
- Tod & Tara Leiweke - Co proprietari
- Craig Waibel - Direttore generale e chief soccer officer

### Sponsor
Di seguito la cronologia degli sponsor tecnici del Seattle Sounders.
- Adidas (2009-)

## Allenatori e presidenti

### Allenatori
Di seguito l'elenco cronologico degli allenatori e dei presidenti del Seattle Sounders.
- 1974-1976  John Best
- 1977-1979  Jimmy Gabriel
- 1980-1982  Alan Hinton
- 1983  Laurie Calloway
- 1994-1995  Alan Hinton
- 1996-2000  Don Megson
- 2001  Bernie James
- 2002-2008  Brian Schmetzer
- 2009-2015  Sigi Schmid
- 2016  Sigi Schmid (gen.-lug.)
 Brian Schmetzer (lug.-dic.)
- 2017-  Brian Schmetzer

- 2007-2015  Adrian Hanauer
- 2015-2022  Garth Lagerwey
- 2022-  Craig Waibel

## Palmarès

### Competizioni nazionali
- A-League/USL First Division: 4

1995, 1996 (A-League); 2005, 2007 (USL First Division)
- Lamar Hunt U.S. Open Cup: 4

2009, 2010, 2011, 2014
- MLS Supporters' Shield: 1

2014
- Campionato MLS: 2

2016, 2019

### Competizioni internazionali
- CONCACAF Champions League: 1

2022

### Altri trofei
- Cascadia Cup: 7

Vincitore: 2006, 2007, 2011, 2015, 2018, 2019, 2021

### Altri piazzamenti
- Campionato NASL I:

Finalista: 1977, 1982
- Campionato MLS:

Finalista: 2017, 2020
- Leagues Cup:

Finalista: 2021

## Statistiche e record

### Partecipazioni ai campionati nazionali
| Livello | Competizione       | Partecipazioni | Debutto | Ultima stagione | Totale |
| 1º      | NASL               | 10             | 1974    | 1983            | 27     |
| 1º      | MLS                | 17             | 2009    | 2025            | 27     |
| 2º      | APSL               | 1              | 1994    | 1994            | 15     |
| 2º      | A-League           | 10             | 1995    | 2004            | 15     |
| 2º      | USL First Division | 4              | 2005    | 2008            | 15     |

### Record MLS Regular Season
- Miglior vittoria:

7–1, San Jose Earthquakes, CenturyLink Field, 11 settembre 2020;
- Peggior sconfitta:

0–5, New England Revolution, Gillette Stadium, 11 maggio 2014;
- Serie più lunga di partite consecutive senza sconfitte:

13, nel 2021
- Serie più lunga di vittorie consecutive:

9, nel 2018
- Record di partite giocate:

294,  Stefan Frei (2014–);
- Record di gol segnati:

64,  Raúl Ruidíaz (2018–);
- Record di gol segnati in una singola stagione:

17,  Obafemi Martins (2014);
17,  Raúl Ruidíaz (2021);
- Record di gol segnati in una singola partita:

4,  Jordan Morris (1–4, Sporting Kansas City, Children's Mercy Park, 25 marzo 2023);
- Record di assist in una singola partita:

4,  Léo Chú (1–4, Sporting Kansas City, Children's Mercy Park, 25 marzo 2023);
- Record di assist:

80,  Nicolás Lodeiro (2016–);
- Record Regular Season: Giocate 488 - Vittorie 224 - Pareggi 114 - Sconfitte 150

### Record CONCACAF Champions League
- Miglior vittoria:

5–0,  Motagua, Lumen Field, 24 febbraio 2022;
- Peggior sconfitta:

1–6,  Santos Laguna, Estadio Corona, 14 marzo 2012;
- Record di partite giocate:

28,  Stefan Frei (2014–);
- Record di gol segnati:

9,  Fredy Montero (2009–2012, 2022–);
- Record di assist:

8,  Cristian Roldan (2015–);
- Record Champions League: Giocate 45 - Vittorie 20 - Pareggi 10 - Sconfitte 15

### Record MLS Cup Playoffs
- Miglior vittoria:

3–0, FC Dallas, CenturyLink Field, 30 ottobre 2016;
3–0, Houston Dynamo, CenturyLink Field, 30 novembre 2017;
- Peggior sconfitta:

0–3, Real Salt Lake, Rio Tinto Stadium, 29 ottobre 2011;
0–3, Los Angeles Galaxy, The Home Depot Center, 11 novembre 2012;
0–3, Columbus Crew, Mapfre Stadium, 12 dicembre 2020;
- Record di partite giocate:

28,  Stefan Frei (2014–);
- Record di gol segnati:

9,  Raúl Ruidíaz (2018–);
- Record di assist:

10,  Nicolás Lodeiro (2016–);
- Record Playoff: Giocate 42 - Vittorie 23 - Pareggi 5 - Sconfitte 14

### Record Lamar Hunt U.S. Open Cup
- Miglior vittoria:

6–0, Chicago Fire, Starfire Sports Complex, 13 agosto 2014;
- Peggior sconfitta:

1–3, Portland Timbers, Starfire Sports Complex, 16 giugno 2015;
2–4, Los Angeles Galaxy, StubHub Center Track & Field Stadium, 20 luglio 2016;
- Record di gol segnati:

10,  Fredy Montero (2009–2012, 2022–);
- Record U.S. Open Cup: Giocate 36 - Vittorie 27 - Pareggi 0 - Sconfitte 9

### Record complessivi
- Record di partite giocate:

347,  Stefan Frei (2014–);
- Record di gol segnati:

79,  Fredy Montero (2009–2012, 2021–);
- Record di assist:

95,  Nicolás Lodeiro (2016–);
- Record complessivo: Giocate 621 - Vittorie 296 - Pareggi 131 - Sconfitte 194

## Tifoseria e rivalità

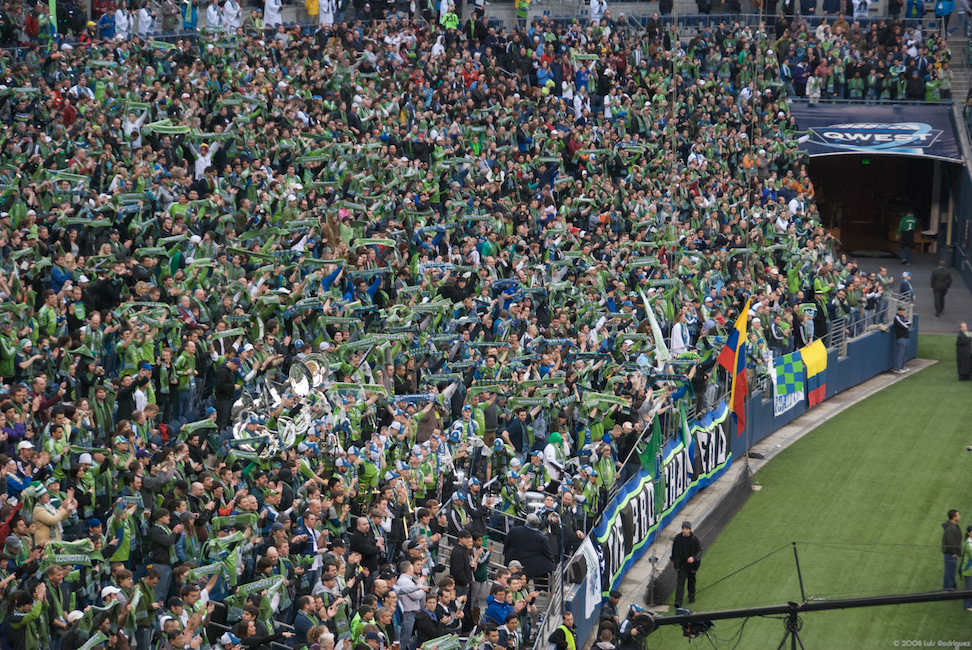
Gli Emerald City Supporters

La società, per volere del comproprietario Drew Carey, ha deciso di coinvolgere attivamente i tifosi nella gestione del club con la costituzione dell'Alliance, un'associazione ufficiale composta dagli abbonati e da tutti coloro i quali versano una quota annuale d'iscrizione. Il modello seguito è quello dell'azionariato popolare dei grandi club spagnoli come il Barcellona. Il consiglio dell'Alliance, i cui membri sono eletti da tutti gli iscritti, ha il potere di sfiduciare il General Manager della società, può proporre suggerimenti sulle materie riguardanti la "game-day experience", e infine ha il diritto di veto sulle decisioni che impattano direttamente sull'esperienza di tifo.
Sono quattro i gruppi organizzati di tifosi ufficialmente riconosciuti, sparsi in vari settori dello stadio: gli Emerald City Supporters (i più numerosi) e i Gorilla FC occupano la tribuna sud del CenturyLink Field, i North End Faithful sono invece nella tribuna opposta e gli Eastside supporters nella tribuna est. La tifoseria dei Seattle Sounders è riconosciuta come una delle più rumorose e colorate della lega, forte anche del fatto di vantare la più alta affluenza allo stadio dall'ingresso della franchigia nella MLS al 2017, anno in cui il record è stato battuto dagli Atlanta United.
La maggiore rivalità della tifoseria di Seattle è quella con i sostenitori dei Portland Timbers, favorita anche dalla vicinanza fra le due città. Altra rivalità storica è quella con i Vancouver Whitecaps. I tre club formano infatti il cosiddetto "triangolo della Cascadia", dal nome della regione che comprende gli stati dell'Oregon e di Washington e la provincia canadese della Columbia Britannica. Probabilmente si tratta della più sentita rivalità calcistica del nord America, e risale sin dai tempi in cui le tre squadre si incontravano nella NASL, proseguendo anche nelle serie minori per poi rinnovarsi in MLS. A partire dal 2004 le tifoserie delle tre squadre hanno istituito un trofeo, chiamato Cascadia Cup appunto, che si assegna in base ai risultati degli incontri nella regular season fra le squadre.

### Media spettatori
Nella seguenti tabelle la media degli spettatori presenti allo stadio per le partite della stagione regolare del campionato.
| Stagione | Partite disputate | Totale spettatori | Media spettatori |
| -------- | ----------------- | ----------------- | ---------------- |
| 1974     | 10                | 134.342           | 13.434           |
| 1975     | 11                | 185.000           | 16.818           |
| 1976     | 12                | 285.941           | 23.828           |
| 1977     | 13                | 314.936           | 24.226           |
| 1978     | 15                | 338.677           | 22.578           |
| 1979     | 15                | 284.963           | 18.998           |
| 1980     | 16                | 387.936           | 24.246           |
| 1981     | 16                | 291.585           | 18.224           |
| 1982     | 16                | 200.630           | 12.539           |
| 1983     | 15                | 122.721           | 8.181            |

| Stagione | Partite disputate | Totale spettatori | Media spettatori |
| -------- | ----------------- | ----------------- | ---------------- |
| 2009     | 15                | 463.455           | 30.897           |
| 2010     | 15                | 542.600           | 36.173           |
| 2011     | 17                | 654.431           | 38.496           |
| 2012     | 17                | 733.441           | 43.144           |
| 2013     | 17                | 748.652           | 44.038           |
| 2014     | 17                | 743.485           | 43.734           |
| 2015     | 17                | 752.192           | 44.247           |
| 2016     | 17                | 724.809           | 42.636           |
| 2017     | 17                | 742.314           | 43.666           |
| 2018     | 17                | 690.893           | 40.641           |
| 2019     | 17                | 684.192           | 40.247           |
| 2020     | 2                 | 73.206            | 36.603           |
| 2021     | 17                | 376.550           | 22,150           |
| 2022     | 17                | 571.318           | 33,607           |

| Stagione | Partite disputate | Totale spettatori | Media spettatori |
| -------- | ----------------- | ----------------- | ---------------- |
| 1994     | 10                | 63.468            | 6.347            |
| 1995     | 12                | 54.852            | 4.571            |
| 1996     | 15                | 56.257            | 3.750            |
| 1997     | 14                | 40.221            | 2.873            |
| 1998     | 15                | 43.535            | 2.902            |
| 1999     | 15                | 33.645            | 2.243            |
| 2000     | 14                | 29.997            | 2.143            |
| 2001     | 15                | 28.271            | 1.885            |
| 2002     | 14                | 57.223            | 4.087            |
| 2003     | 14                | 47.000            | 3.357            |
| 2004     | 14                | 40.232            | 2.874            |
| 2005     | 14                | 40.392            | 2.885            |
| 2006     | 14                | 51.695            | 3.693            |
| 2007     | 14                | 47.545            | 3.396            |
| 2008     | 15                | 50.789            | 3.386            |

## Organico

### Rosa 2025
Aggiornata al 12 giugno 2025.
| N. |                        | Ruolo | Calciatore       |
| -- | ---------------------- | ----- | ---------------- |
| 3  | Stati Uniti (bandiera) | D     | Travian Sousa    |
| 4  | Stati Uniti (bandiera) | D     | Leo Burney       |
| 5  | Camerun (bandiera)     | D     | Nouhou           |
| 6  | Brasile (bandiera)     | C     | João Paulo       |
| 7  | Stati Uniti (bandiera) | C     | Cristian Roldan  |
| 9  | Stati Uniti (bandiera) | A     | Jesús Ferreira   |
| 10 | Argentina (bandiera)   | A     | Pedro de la Vega |
| 11 | Slovacchia (bandiera)  | C     | Albert Rusnák    |
| 13 | Stati Uniti (bandiera) | A     | Jordan Morris    |
| 14 | Stati Uniti (bandiera) | C     | Paul Rothrock    |
| 15 | Giamaica (bandiera)    | D     | Jon Bell         |
| 16 | El Salvador (bandiera) | D     | Alex Roldán      |
| 17 | Stati Uniti (bandiera) | A     | Paul Arriola     |
| 18 | Messico (bandiera)     | C     | Obed Vargas      |
| 19 | Stati Uniti (bandiera) | C     | Danny Musovski   |

| N. |                           | Ruolo | Calciatore             |
| -- | ------------------------- | ----- | ---------------------- |
| 20 | Corea del Sud (bandiera)  | D     | Kim Kee-hee            |
| 21 | Stati Uniti (bandiera)    | C     | Reed Baker-Whiting     |
| 24 | Stati Uniti (bandiera)    | P     | Stefan Frei (capitano) |
| 25 | Stati Uniti (bandiera)    | D     | Jackson Ragen          |
| 26 | Stati Uniti (bandiera)    | P     | Andrew Thomas          |
| 28 | Colombia (bandiera)       | D     | Yeimar Gómez           |
| 29 | Stati Uniti (bandiera)    | P     | Jacob Castro           |
| 33 | Stati Uniti (bandiera)    | D     | Cody Baker             |
| 39 | Stati Uniti (bandiera)    | D     | Stuart Hawkins         |
| 75 | Stati Uniti (bandiera)    | C     | Danny Leyva            |
| 77 | Inghilterra (bandiera)    | A     | Ryan Kent              |
| 85 | Stati Uniti (bandiera)    | D     | Kalani Kossa-Rienzi    |
| 93 | Costa d'Avorio (bandiera) | A     | Georgi Minoungou       |
| 95 | Guyana (bandiera)         | A     | Osaze De Rosario       |